# Sutești
Sutești est une commune roumaine située dans le județ de Vâlcea.